# Адам Декер
Адам Декер (угор. Ádám Decker, 29 лютого 1984) — угорський ватерполіст.
Учасник Олімпійських Ігор 2016 року.
Чемпіон світу з водних видів спорту 2013 року, призер 2017 року.